# 크레이지 버그
《크레이지 버그》(Bug)는 미국에서 제작된 파커 도리스 감독의 2017년 드라마, 미스터리, 스릴러 영화이다. 클라라 블랑켄십 등이 주연으로 출연하였고 파커 도리스 등이 제작에 참여하였다.

## 출연

### 주연
- 클라라 블랑켄십
- 진 존스
- 헤더 카프카
- 글렌 모슈워

### 조연
- 존 리 리차드슨
- 보 스미스
- 브렛 브락

## 기타
- 미술: 디즈 예프
- 배역: 토니 코브 브록